# Tord mauraskald
Tord mauraskald (Þórðr mauraskáld) var en isländsk furstelovskald som troligen levde på 1000-talet. Hans identitet är okänd – inte ens tillnamnet låter sig tillfredsställande förklaras. Av hans diktning är det endast en halvstrof som har överlevt. Den finns i Snorre Sturlassons Skáldskaparmál (46) och öser beröm över en (ung?) okänd furste för att denne (i givmildhet?) brås på sin far:
| Sér á seima rýri sigðis látrs ok átti hrauns glaðsendir handa Hermóðr fǫður góðan. | Man ser på guldtrådens minskare, handlavans [guldets] glädjegivare [fursten], att svärdbäddens [sköldens] Hermod [mannen] hade en god far. |  |

Halvstrofen är intressant därför att den innehåller det enda kända exemplet på att gudanamnet Hermod (Hermóðr) har använts i en kenning.